# 安徽投资集团
安徽省投资集团控股有限公司（英文：ANHUI PROVINCIAL INVESTMENT GROUP HOLDING CO.,LTD.，简称安徽投资集团、皖投）是安徽省人民政府国有资产监督管理委员会监管的安徽省属国有企业，于1998年6月经安徽省政府批准，由原安徽省建设投资公司、安徽省农业投资公司和安徽省铁路建设投资公司合并组建而成。2011年6月和2014年10月，先后与上海裕安投资集团有限公司、深圳安徽实业总公司重组。注册资本300亿元，承担保障重要基础设施建设、引领工业产业升级等重要战略任务。

## 子公司

### 全资子公司
- 上海裕安投资集团有限公司
- 深圳安徽实业有限公司
- 安徽省铁路投资有限责任公司
- 安徽省建设投资有限责任公司
- 安徽皖投置业有限责任公司
- 安徽省高新技术产业投资有限公司
- 安徽省创业投资有限公司
- 安徽皖投工业投资有限公司
- 安徽皖投矿业投资有限公司
- 安徽皖投资产管理有限公司
- 安徽中安资本管理有限公司
- 安徽省易安建设投资有限责任公司[3]

### 控股子公司
- 安徽海螺集团有限责任公司
- 安徽省铁路发展基金股份有限公司
- 安徽省小额再贷款股份有限公司
- 安徽中安融资租赁股份有限公司
- 安徽中安商业保理有限责任公司
- 安徽芜铜长江高速公路有限公司
- 安徽庐铜铁路有限公司
- 安徽中安创谷科技园有限公司
- 安徽中安资本投资基金有限公司
- 安徽中安智通科技股份有限公司
- 安徽省中安金融资产管理股份有限公司[3]

### 参股子公司
- 京沪高铁股份公司
- 京福客专安徽公司
- 合武铁路有限公司
- 奇瑞汽车股份有限公司
- 华菱星马汽车（集团）股份有限公司
- 安徽安凯汽车股份有限公司
- 合肥中车轨道交通车辆有限公司
- 华安证券有限公司
- 长安责任保险股份有限公司
- 安徽国元信托有限责任公司
- 安徽省皖投融资担保有限责任公司
- 安徽新安金融集团股份有限公司
- 中安招商股权投资管理有限公司
- 安徽九华山旅游发展股份有限公司
- 安徽广信农化股份有限公司
- 安徽山河药辅股份有限公司
- 安徽省安庆市曙光化工股份有限公司[3]